# 62 Modelo para armar
62/Modelo para armar es la tercera novela del escritor argentino Julio Cortázar, publicada en 1968. Escrita a partir de una idea ya planteada en el capítulo 62 de su anterior novela, Rayuela —de ahí su nombre—, es a menudo considerada la obra más experimental del autor.

## Análisis de la obra
Si Rayuela se compone de capítulos que pueden ser leídos en un orden propuesto por el lector, o bien, seguir los ordenados por el autor, aquí los capítulos desaparecen, dando paso a segmentos narrativos separados por espacios en blanco que el lector puede ordenar a su gusto. La narración transcurre indistintamente en París, Londres y Viena, y los personajes alternan las lenguas indistintamente: del inglés al francés, del francés al español, etcétera.
Durante su escritura, Cortázar tuvo numerosos inconvenientes técnicos. Pero al finalizar «62», sintió que estos no se reflejaban en la obra final, a la que consideró «lectura bastante fácil». Sin embargo, es considerada una novela difícil de leer e interpretar, no solo por su trama sino porque para poder comprenderla, es necesario conocer los trabajos previos del autor e incluso trabajos similares de Cortázar a «62», como La vuelta al día en ochenta mundos o Último round. En la obra no se sabe por qué ocurren las acciones; no está claro cómo se relaciona cada personaje con otros y no se respeta la línea de tiempo ni la del espacio.

## Personajes
En lugar de tener un personaje central, la obra contiene varios personajes con los que se entreteje la trama. A saber:
- Juan - Intérprete argentino.
- Hélène - Anestesióloga residente en París.
- Polanco - Argentino. Amigo inseparable de Calac.
- Calac - Escritor argentino. Amigo inseparable de Polanco.
- Tell - Danesa.
- Marrast - Escultor.
- Nicole - Ilustradora.
- Celia - Estudiante francesa de 17 años.
- Austin - Joven laudista inglés; ex neurótico anónimo.
- Frau Marta - Anciana vienesa.
- Monsieur Ochs - Fabricante de muñecas.
- Osvaldo - Caracol el cual «mi paredro» tiene como mascota.
- Harold Haroldson - Superintendente del museo Courtauld Institute.